# Pheugopedius coraya
El cucarachero coraya (en Perú) (Pheugopedius coraya), también denominado  cucarachero de las lluvias (en Venezuela), chochín coraya (en Ecuador), cucarachero amazónico (en Colombia) o ratona de las lluvias  es una especie de ave paseriforme de la familia Troglodytidae perteneciente al género Pheugopedius. Es nativo del norte de América del Sur.

## Descripción
Mide en promedio 14,5 cm de longitud. En la mayor parte de su zona, la corona es pardo oscura, que se vuelve pardo rufo en el dorso; los lados de la cabeza son principalmente negros (con estriado blanco en algunas subespecies) extendiéndose sobre el área malar, con lista superciliar y posoculares blancas; garganta blanca, pecho color crema, flancos marrón anteado brillante; alas color castaño oscuro y cola con bandas horizontales pardo amarillentas y negras. El iris es negro. El pico es ligeramente curvado y oscuro. Las patas son gris negruzco.

## Distribución y hábitat
Se distribuye por Colombia, Brasil, Ecuador, Guayana francesa, Guyana, Perú, Surinam y Venezuela.
Vive en el sotobosque y el nivel inferior del bosque húmedo y del bosque de galería, bordes del bosque y matorrales de vegetación secundaria próximos al agua. Hasta los 2400 m s. n. m. en los tepuis y hasta los 1500 m o más en las laderas de los Andes.

## Comportamiento

### Alimentación
Es insectívoro, sigue bandadas mixtas en los estratos medio y alto (hasta 10 m) del bosque, revolviendo el follaje y los amontonados de hojas secas, bien como los troncos y ramas, en la búsqueda por insectos.

### Reproducción
Construye un nido globular con entrada lateral baja sobre el suelo,hecho de hojas secas, a una altura entre 30 cm y 5 m del suelo, en bordes de bosque, similar al de Pheugopedius genibarbis, con quien es simpátrico al sur del río Amazonas. Incuba de dos a tres huevos blancos con pintas rosadas y marrones.

### Vocalización
Su canto variado y siempre espirituoso es similar al de muchos otros congéneres, a pesar de menos rico; la frase a menudo comienza con una nota larga para después repetir una nota más corta  varias veces. Frecuentemente da un “jiiyr-jiiyr” o un “choh-choh-choh”.

## Sistemática

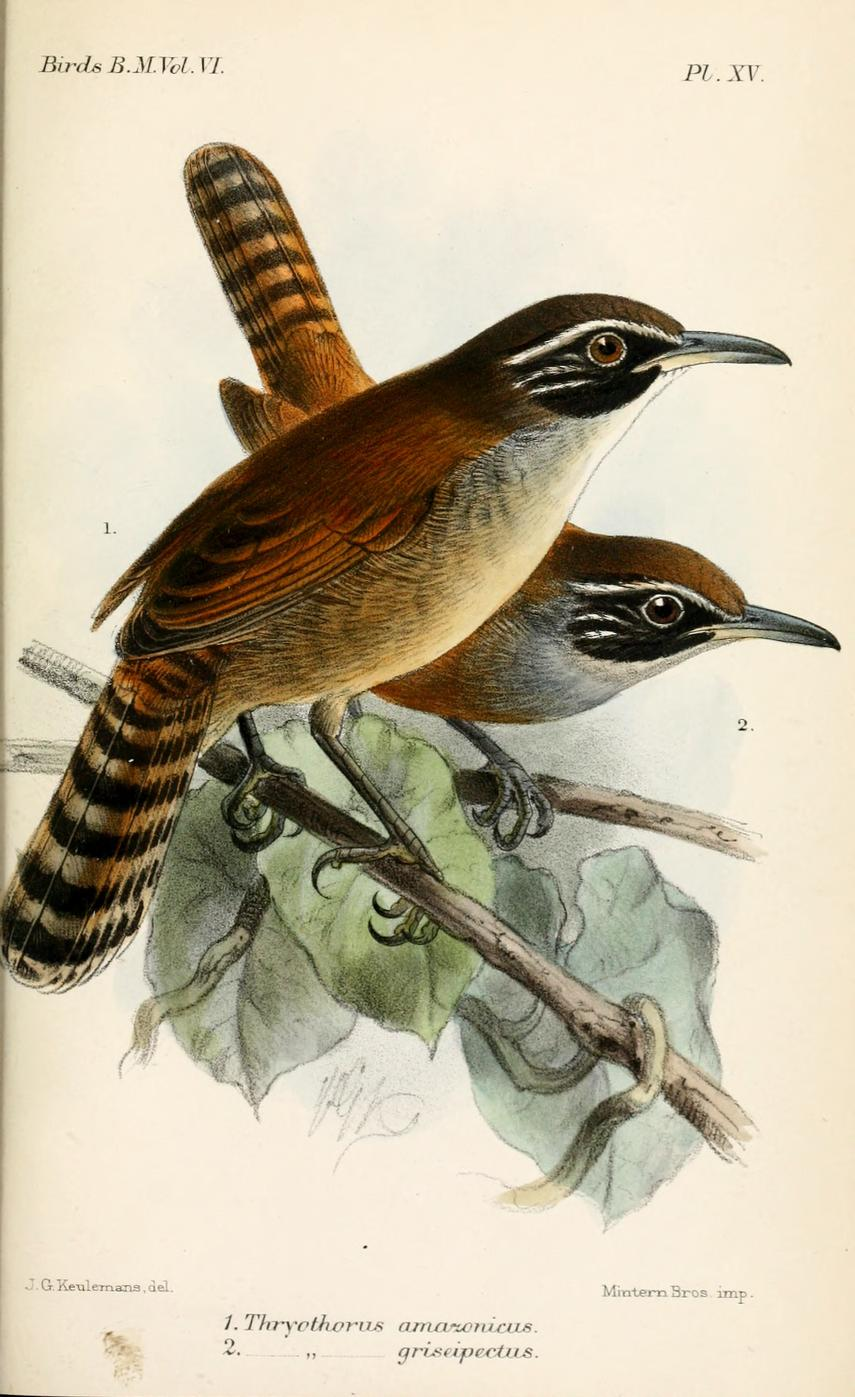
Pheugopedius coraya amazonicus (adelante) y Pheugopedius coraya griseipectus (detrás) en ilustración de Keulemans, 1881.

### Descripción original
La especie P. coraya fue descrita por primera vez por el naturalista alemán Johann Friedrich Gmelin en 1789 bajo el nombre científico Turdus coraya; la localidad tipo es «Cayena, Guayana francesa».

### Taxonomía
Anteriormente, esta especie estaba colocada en el amplio género Thryothorus, pero datos genéticos de Mann et al. (2006) indicaron que el mismo era polifilético y que el verdadero Thryothorus no se encuentra en Sudamérica, así recomendando resucitar los géneros sinónimos Pheugopedius y Thryophilus y el reconocimiento de un nuevo: Cantorchilus. Posteriormente, Mann et al. (2009) encontraron comportamientos vocales distintos diferenciando Pheugopedius, Thryophilus, y Cantorchilus. Las propuestas N° 408 a 411 al Comité de Clasificación de Sudamérica (SACC) fueron aprobadas y la separación en los cuatro géneros implementada.
Diferencias vocales y de plumaje entre las poblaciones de tierras bajas y las de altitud en Venezuela, sugieren que puede haber más de una especie envuelta en la presente.

### Subespecies
Según las clasificaciones del Congreso Ornitológico Internacional (IOC) y Clements Checklist/eBird 2019, se reconocen diez subespecies, con su correspondiente distribución geográfica:
- Pheugopedius coraya ridgwayi Berlepsch, 1889 - este de Venezuela (sur de Delta Amacuro, este de Bolívar) y oeste de Guyana (al oeste del río Esequibo).
- Pheugopedius coraya coraya (Gmelin, 1789) - Guyana (al este del Esequibo), Surinam, Guayana francesa y norte de Brasil adyacente (al este de Manaus).
- Pheugopedius coraya caurensis Berlepsch & Hartert, 1902 - este y sureste de Colombia, sur de Venezuela (sur de Bolívar, sur de Amazonas) y norte de Brasil (hacia el este hasta Manaus).
- Pheugopedius coraya obscurus J.T. Zimmer & Phelps, Sr, 1947 - Auyantepui, en el este de Bolívar (este de Venezuela).
- Pheugopedius coraya barrowcloughianus Aveledo & Pérez, 1994 - tepuis del sureste de Bolívar (tepuy Roraima, tepuy Kukenán), en el sureste de Venezuela.
- Pheugopedius coraya griseipectus Sharpe, 1882 - este de Ecuador, noreste del Perú (norte del río Marañón y adyacente extremo oeste de Brasil).
- Pheugopedius coraya albiventris Taczanowski, 1882 - norte del Perú (ladera oriental de los Andes en San Martín).
- Pheugopedius coraya amazonicus Sharpe, 1882 - este del Perú al sur del río Marañón (sur de Loreto al sur hasta Huánuco).
- Pheugopedius coraya cantator Taczanowski, 1874 - centro del Perú (este de Junín).
- Pheugopedius coraya herberti Ridgway, 1888 - norte de Brasil al sur del río Amazonas (desde el río Tapajós al este hasta el río Tocantins y oeste de Maranhão).